# Sistem de distribuție fără fir
Un sistem de distribuție fără fir (WDS) este un sistem care permite interconectarea wireless la puncte de acces într-o rețea cu tehnologie de tip IEEE 802.11. Acesta permite o rețea fără fir pentru a se extinde cu ajutorul a mai multor puncte de acces fără cerința tradițională pentru o coloană vertebrală cu fir pentru a le lega. Avantajul notabil pentru WDS peste alte soluții se păstrează la adresele MAC de cadre-client din legături între puncte de acces.
Un punct de acces poate fi fie principal, releu, sau de la distanță ca și stație de bază.
O stație de bază principală este de obicei conectat la (cu fir) Ethernet.
O stație de bază releu între stații la distanță de bază, clienții wireless, sau alte stații releu, fie principală, sau o altă stație de bază releu.
O stație de bază de la distanță acceptă conexiuni de la clienți fără fir și le transmite la stațiile de releu sau la stațiile principale. Conexiunile dintre "clientii" sunt realizate folosind adrese MAC.
Toate stațiile de bază într-un sistem de distribuție fără fir trebuie să fie configurat să utilizeze același canal de radio, metoda de criptare (nici una, WEP sau WPA ) și aceleași chei de criptare. Ele pot fi configurate pentru diferite identificatori set de servicii . WDS necesită, de asemenea, fiecare stație de bază să fie configurat pentru a transmite și altora din sistem.
WDS poate fi de asemenea considerat un modul repetor deoarece pare să elimine și să accepte clienții wireless în același timp (spre deosebire de legătură tradițională ). Cu toate acestea, cu metoda de repetor, de transfer este redusă la jumătate pentru toți clienții conectate fără fir.
WDS pot fi incompatibile între diferite produse (chiar și ocazional, de la același furnizor) de la standardul IEEE 802.11 - 1999 nu definește modul de a construi astfel de implementări sau cum stații interactioneaza pentru a asigura schimbul de cadre de acest format.